# Wspólnota administracyjna Pfaffenhausen
Wspólnota administracyjna Pfaffenhausen – wspólnota administracyjna (niem. Verwaltungsgemeinschaft) w Niemczech, w kraju związkowym Bawaria, w rejencji Szwabia, w regionie Donau-Iller, w powiecie Unterallgäu. Siedziba wspólnoty znajduje się w miejscowości Pfaffenhausen. Powstała 1 maja 1978.
Wspólnota administracyjna zrzesza jedną gminę targową (Markt) oraz trzy gminy wiejskie (Gemeinde): 
- Breitenbrunn, 2 335 mieszkańców, 41,92 km²
- Oberrieden, 1 237 mieszkańców, 20,82 km²
- Pfaffenhausen, gmina targowa, 2 434 mieszkańców, 21,11 km²
- Salgen, 1 420 mieszkańców, 23,30 km²